# Menapac
Menapac är en ort i Mexiko.   Den ligger i kommunen Tecpatán och delstaten Chiapas, i den sydöstra delen av landet, 700 km öster om huvudstaden Mexico City. Menapac ligger 504 meter över havet och antalet invånare är 132.
Terrängen runt Menapac är kuperad. Runt Menapac är det ganska tätbefolkat, med 58 invånare per kvadratkilometer. Närmaste större samhälle är Tecpatán, 2,7 km sydost om Menapac. I omgivningarna runt Menapac växer huvudsakligen savannskog.